# Simulium griseicolle
Simulium griseicolle es una especie de insecto del género Simulium, familia Simuliidae, orden Diptera.
Fue descrita científicamente por Becker, 1903.